# ONE PIECE MUSIC&SONG Collection
『ONE PIECE MUSIC&SONG Collection』（ワンピース ミュージック アンド ソング コレクション）は、テレビアニメ『ONE PIECE』のサウンドトラック。

## Vol.1

### 概要
2000年3月18日に発売。表ジャケットには、モンキー・D・ルフィ・ロロノア・ゾロ・ナミ・ウソップがプリントされている。

### 収録曲
1. 黄金の大海賊ウーナン [1:42]
2. ウィーアー!（ナレーション無しTVサイズ） [1:52]
歌：きただにひろし
作詞：藤林聖子、作曲：田中公平、編曲：根岸貴幸
3. はらぺこルフィ [3:11]
4. エルドラゴ登場 [1:43]
5. 世界一のおでん屋だ [2:49]
6. 上陸!黄金の島 [1:36]
7. ウソップ、やばいぞ! [3:09]
8. 炸裂!超音波!! [1:50]
9. ウーナンと岩蔵 [2:04]
10. 黄金とおでん [2:30]
11. 怒り!! [3:22]
12. ゴムゴム VS ゴエゴエ [3:03]
13. ゴムゴムのバズーカ!! [4:01]
14. ウーナンからのメッセージ [2:59]
15. 海賊王への船出 [1:39]
16. memories [4:27]
歌：大槻真希
作詞：大槻真希、作曲・編曲：森純太
17. 海賊王になるんだ! [2:10]
18. WANTED! [4:16]
歌：モンキー・D・ルフィ（田中真弓）
作詞：藤林聖子、作曲：田中公平、編曲：岩崎文紀
19. たのもしい仲間 [3:22]
20. MUSIC [4:08]
歌：ナミ（岡村明美）
作詞：藤林聖子、作曲：田中公平、編曲：岩崎文紀
21. 偉大なる海路へ! [3:44]
22. 決闘!! [3:29]
23. 麦わらのジョリーロジャー [3:07]
歌：きただにひろし
作詞：藤林聖子、作曲：貴三優大、編曲：岩崎文紀
24. やったぜ!パーティだ!! [2:37]
25. まだまだ、冒険はつづく! [0:33]

## Vol.2

### 概要
- ジャケットには、モンキー・D・ルフィが描かれている。
- 2000年9月21日に発売された。

### 収録曲
1. ウィーアー!（ナレーション入りTVサイズ） [1:52]
歌：きただにひろし
作詞：藤林聖子、作曲:田中公平、編曲:根岸貴幸
2. 港村 [2:18]
3. ルフィ [4:40]
4. Holy Holiday! [4:09]
歌：モンキー・D・ルフィ（田中真弓）
作詞：藤林聖子、作曲・編曲：貴三優大
5. ゾロ [4:50]
6. ナミ [3:22]
7. ウソップ☆ドロップ（オリジナル・カラオケ） [2:58]
8. サンジ [2:23]
9. サンジ The Great Blue 〜デザートはキミ〜（オリジナル・カラオケ） [5:53]
10. 海賊 [3:32]
11. 悪いヤツ [3:20]
12. 逃げろっ [3:31]
13. 追いつめられた [3:10]
14. 怒ったぞ [2:07]
15. 許せないヤツとは、戦え! [3:06]
16. ウィーアー!（instrumental） [4:01]
17. 生きる限り戦いはつづく [2:40]
18. 片翼の鷹（オリジナル・カラオケ） [3:34]
19. TALKING BLUES [4:06]
歌：きただにひろし
作詞：藤林聖子、作曲：きただにひろし、編曲：村瀬恭久
20. WANTED!（オリジナル・カラオケ） [4:17]

## Vol.3

### 概要
- ジャケットには、モンキー・D・ルフィ、ロロノア・ゾロ、ナミが描かれている。
- 2000年12月21日に発売された。

### 収録曲
1. HI!HO!READY GO!
2. 大海原を行く
3. ルフィのペース
4. サンジのごちそう
5. 食いもんでケンカ
6. Holy Holiday!（オリジナルカラオケ）
7. キャラヴェル FAREWLL～進め！ゴーイング・メリー号～（オリジナルカラオケ）
8. 嵐もあれば星もある
9. 母なる海
10. Sea Moon See You（オリジナルカラオケ）
11. 町へ上陸
12. 忍びよる影
13. 1.2.ジャンゴ!（オリジナルカラオケ）
14. 絶体絶命
15. 一時撤退!
16. 負けられない!
17. Spirit of ZORO（オリジナルカラオケ）
18. ウィーアー!（コーラスなしカラオケＴＶサイズ）
19. やった、大勝利!
20. 麦わらのジョリーロジャー（オリジナルカラオケ）
21. 食ったら、さあグランドライン!
22. サンバ・ボンバー悪魔の実